# 楊明學
楊明學（1980年7月10日—2004年1月6日），是台灣已故作詞人。原本在加拿大唸書的他，2002年因罹患罕見的泡狀軟組織腫瘤（或稱肌肉軟組織腫瘤）返台就醫，一直到2004年1月因癌細胞侵犯到肺而過世，生前留下了不少歌詞創作。除了作詞外，他也曾在《明日報》網站上以「卡夫卡」名義發表許多創作。

## 逝世後的影響
楊明學的過世讓不少音樂人震撼，2004年1月滾石唱片公司為楊乃文發行《楊乃文 第一張精選》，當時已與滾石唱片沒有合約關係的楊乃文，對於精選輯的選歌就在官方網站上表示：「楊明學的過世對心情影響極大，沒有精力參與討論。」
在楊明學告別式上首度獻唱兩人合作的歌曲《不眠》的范瑋琪曾說過：「我們的結識短暫卻深刻，感謝他讓我了解生命的真諦，也讓我真切懂得人生要珍惜。」
日本歌手Gackt與楊明學亦為好友，兩人是在2003年因擔任王力宏的演唱會嘉賓，透過經紀人邱瓈寬的介紹而認識，據說楊明學過世前，Gackt不但透過電話越洋唱歌為其打氣，楊明學過世時手上戴的佛珠也是Gackt送的。Gackt不但在楊明學過世時馬上放下手邊工作搭機抵台送好友，至今仍不定期到其長眠的《林口頂福陵園》墓園祭拜，兩人的好交情可見並非一般。
外型相當不錯的楊明學曾擔任王菲《旋木》一曲MV的男主角，而女主角為其當時的女友許維恩。2009年1月前偶像團體B.A.D成員田恩沛與許維恩結婚，在婚宴進行到新娘拋捧花時，就為其妻演唱這首已故前男友所作的《旋木》，並對她說：「我知道這首歌對妳的意義。」讓許維恩與在場眾多賓客都不禁感動落淚。

## 作品
- 孫燕姿《我不難過》[6]
- 孫燕姿《休止符》
- 孫燕姿《沒有人的方向》
- 王菲《旋木》
- 蔡健雅《失樂園》
- 范逸臣《忘了愛》
- B.A.D《我的錯》
- 范曉萱《鬼娃娃》
- 范瑋琪《不眠》
- 張信哲《九月雨》
- 許維恩《幸福是你的溫柔》

## 外部連結
- 歌日誌 （页面存档备份，存于）（楊明學個人創作報台）
- 楊明學的新浪博客